# Vilaverd
Vilaverd är en kommun i Spanien.   Den ligger i provinsen Província de Tarragona och regionen Katalonien, i den östra delen av landet, 400 km öster om huvudstaden Madrid. Antalet invånare är 488. Arean är 12,6 kvadratkilometer. Vilaverd gränsar till Montblanc och La Riba. 
Terrängen i Vilaverd är kuperad åt sydväst, men åt nordost är den platt.